# Marie-Césaire du Teil
Pour les articles homonymes, voir Teil.
Marie-Césaire, baron du Teil, né le 8 décembre 1773 à La Côte-Saint-André et mort le 18 décembre 1842 à Paris), est un homme politique français.

## Biographie
Fils du général du Teil qui commanda longtemps l'école d'artillerie d'Auxonne, où il eut Bonaparte sous ses ordres, Césaire du Teil, en servant à son tour dans l'artillerie, suivit la tradition de sa famille. Pendant la Révolution, il émigra et servit à l'armée de Condé.
En mai 1806, il est l'un des douze inspecteurs généraux chargés par Napoléon 1er d'observer et surveiller les opérations forestières réalisées sur le territoire de l'Empire français. Tout dévoué au gouvernement de la Restauration, il reçut du roi le 14 avril 1820 le titre de baron, et ayant quitté le service, avec le grade de chef de bataillon, fut nommé administrateur et secrétaire général des eaux et forêts. 
Le 1er juin 1825, le 2e arrondissement de la Moselle (Thionville), nomma le baron du Teil député en remplacement de François de Wendel, décédé. 
Il alla grossir la majorité ministérielle. Réélu député le 17 novembre 1827, le baron du Teil soutint de ses votes, jusqu'en 1830, la monarchie légitime. Puis il rentra dans la vie privée après la révolution de juillet 1830.

## Sources
- « Marie-Césaire du Teil », dans Adolphe Robert et Gaston Cougny, Dictionnaire des parlementaires français, Edgar Bourloton, 1889-1891 [détail de l’édition]